# Frontera (Coahuila)
Frontera è un comune del Messico, situato nello stato di Coahuila.